# Beatrix’ Drum & Bugle Corps
Beatrix Drum & Bugle corps is een Nederlands drumkorps uit Hilversum. Het maakt deel uit van de 'Vereniging Beatrix Korpsen'.

## Geschiedenis

### Het begin
In 1946, vlak na de Tweede Wereldoorlog, werd door de Hilversumse Christelijke Jonge Mannen Vereniging (de H.C.J.M.V) het 'Tamboer- en Pijperkorps Beatrix' opgericht. In de jaren 1950 werd het accent van de tamboer- en pijperkorpsen verlegd en werd een steeds grotere rol aan de koperblazers toebedeeld. In 1956 werd er een juniorencorps opgericht. Het voordeel hiervan was dat Jong Beatrix leden later gemakkelijk naar Beatrix konden doorstromen.

### Drum & bugle
In 1979 werd de Beatrixband door een Amerikaanse organisatie van drumkorpsen uitgenodigd om als gast mee te doen aan de Amerikaanse competitie. De invloed van deze reis was dermate groot dat besloten werd Beatrix naar Amerikaans model om te bouwen tot een zogenaamd drum & bugle corps.

### Prijzen
Beatrix' Drum & Bugle Corps is 18 maal Nederlands Kampioen geworden en heeft na lange afwezigheid ook weer meegedaan aan het Wereld Muziek Concours in Kerkrade in 1978, 1981, 1985, 1993, 1997, 2001, 2005 en 2013. Het behaalde in 2005 een eerste prijs met lof in de Corps Style Class Championship Division, met 91.38 punten. In 2001 behaalde Beatrix hun hoogst behaalde puntenaantal ooit, 94.00 punten, tijdens het Wereld Muziek Concours met de 'Circus Show'.
In 1998 is Beatrix' een enigszins andere weg ingeslagen door muziek te spelen die voor diverse gelegenheden kan worden gebruikt en makkelijk in het gehoor ligt. In dat jaar werd Beatrix' Kampioen der Lage Landen in Hamont met 96.5 punten. In 2000, 2001, 2002, 2003 werd Beatrix' wederom Nederlands Kampioen tijdens de finale in Helmond. Met een score van 85.325 werd Beatrix’ in 2005 voor de tweede keer op rij Europees Kampioen.

### Amerika
In 2008 is Beatrix' van 18 juli t/m maandag 11 augustus op tour geweest naar de Verenigde Staten. Beatrix' stak eigenlijk al voor de zevende keer de oceaan over maar de eerste tour in 1975 ging naar Canada en had niets met DCI (Drum Corps International) te maken. In 1979, 1988, 1991, 2000 en 2004 heeft het corps actief meegedaan met DCI.
Beatrix' heeft op de Drum Corps International Open Class Finals een score van 84.825 behaald en stond daarmee elfde in de Open Class ranking. Ook is het corps International World Class Champion geworden.

## Jong Beatrix
Jong Beatrix is op 16 juni 1956 als show- en marskorps opgericht. Het ontstond uit wat toen nog Beatrix Band heette en is nu te beschouwen als het zusje van Beatrix’ Drum & Bugle Corps. De leden zijn 7 tot 16 jaar oud.
Op muzikaal en showgebied heeft de Jong Beatrix meerdere titels op haar naam gebracht, waaronder een tweede prijs op het Wereld Muziek Concours te Kerkrade in 2001. In 2005 is het korps voor de zevende achtereenvolgende keer kampioen geworden in de Cadet-Class (2004 en 2005 Europees kampioen). In 2003 won het alle Caption Awards. In de Europese ranking van jeugdkorpsen staat Jong Beatrix meestal in de top vijf. De winterguard groep van het korps presteert op de Nederlandse en Europese kampioenschappen regelmatig goed.